# Pseudoparatanais brachycephalus
Pseudoparatanais brachycephalus är en kräftdjursart som beskrevs av Jürgen Sieg 1986. Pseudoparatanais brachycephalus ingår i släktet Pseudoparatanais, överfamiljen Paratanaoidea, ordningen tanaider, klassen storkräftor, fylumet leddjur och riket djur. Inga underarter finns listade i Catalogue of Life.